# المدن الخمس (قورينائية)
المدن الخمس البنتابولس "Pentapolis" من الكلمة اليونانية: (بنتا) وتعني خمسة و(بوليس) وتعني مدينة أو المدينة الدولة. وهي مدن أسسها الإغريق بداية من القرن السابع قبل الميلاد في إقليم قورينائية بشرق ليبيا لتكون مركزا للحضارة الإغريقية في أفريقيا. كما اشتهرت بتصدير نبات السيلفيوم النادر.

## المدن هي[1]
1. قورينا، (شحات الحالية).
2. أبولونيا، وتوجد في موقعها مدينة سوسة الحالية.
3. يوسبريديس، (بنغازي الحالية).[2]
4. توخيرا،[2] وتوجد في موقعها مدينة توكرة حاليا.[2]
5. برقه (المرج القديمة حاليا).